# Lew Cody
Lew Cody (Waterville (Maine) 22 de febrer de 1884 – Beverly Hills, 31 de maig de 1934) va ser un actor de teatre i de cinema sobretot durant l'època del cinema mut. A finals de la dècada de 1910 va guanyar certa notorietat pels seus papers com a malvat seductor, que en anglès anomenaven "male Vamp".
Lew Cody (nascut amb el nom de Louis Joseph Côté) va néixer a Waterville (Maine) el 1884 (o 1887 segons algunes fonts fill de Joseph Côté, provinent del Quebec i d'Elizabeth Gifford, provinent de Maine. La família es va desplaçar a Berlin (New Hampshire) on el pare va obrir una botiga i on Lew Cody va treballar de jove. Més tard va ingressar a la Universitat McGill de Mont-real amb la idea d'estudiar medicina però ho va deixar pel teatre. Va estudiar art dramàtic a la Stanhope Wheatcroft School of Acting o Nova York i posteriorment va començar la seva carrera d'actor amb una companyia de Carolina del Nord.
Va fer el seu debut a Nova York amb l'obra “Pierre of the Plains”. Més tard es va desplaçar a Los Angeles i el 1914 va començar en el món del cinema de la mà de Thomas Ince. La seva primera pel·lícula va ser “Harp of Tara”, dirigida per Raymond B. West. Va participar en almenys 99 pel·lícules en 30 anys de carrera.
Amb el seu fi bigotí i un aire de seductor, es va fer molt popular en papers que explotava el seu encant, en pel·lícules sovint ambientades en ciutats com París. A Metro-Goldwyn-Mayer sovint tenia com a parella Renée Adorée amb la qual va formar una parella ideal en algunes comèdies picants. Més tard, Cody es va traslladar a Paramount Pictures.

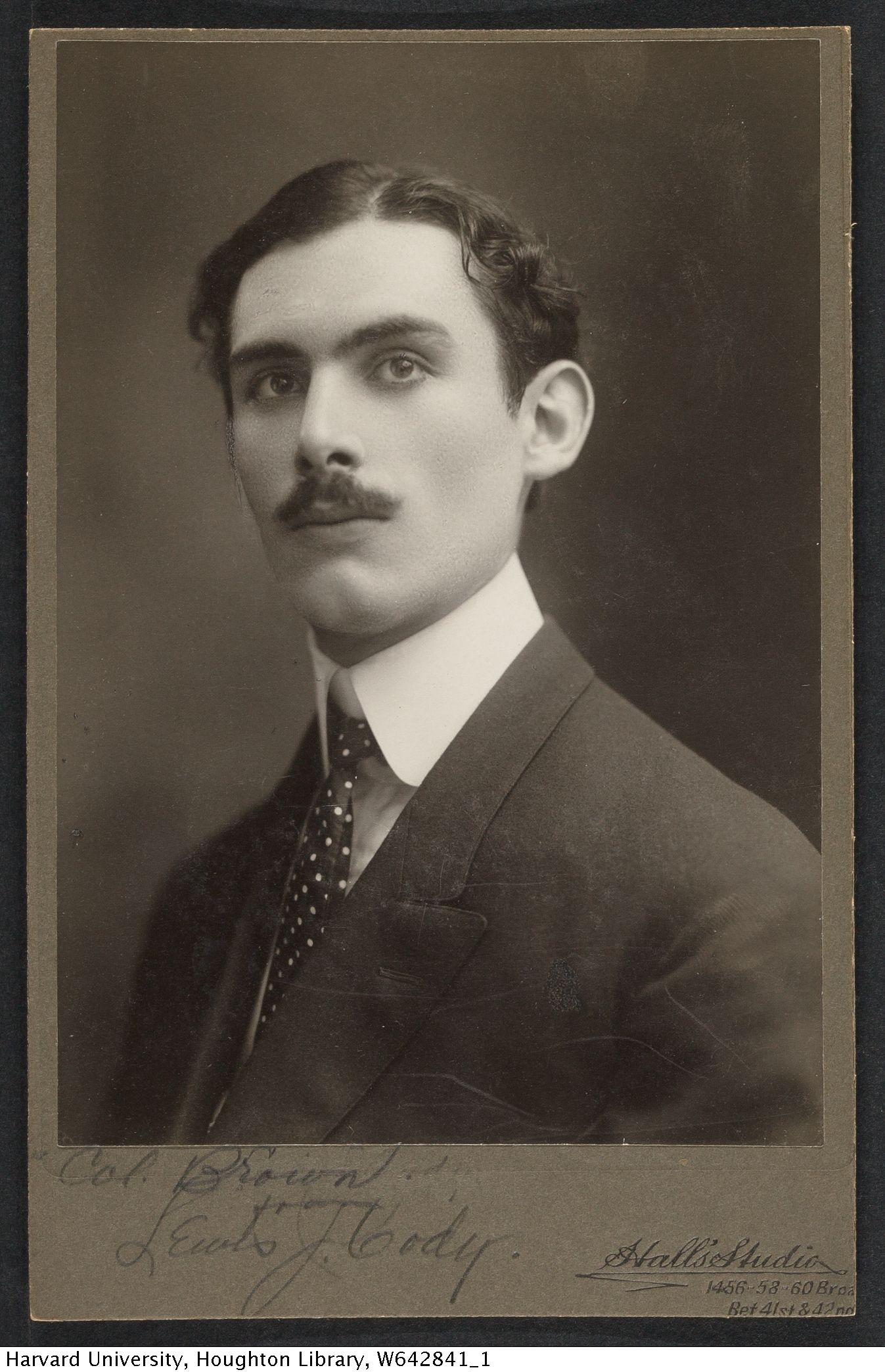
Fotografia d'estudi feta durant els primers anys de la seva carrera

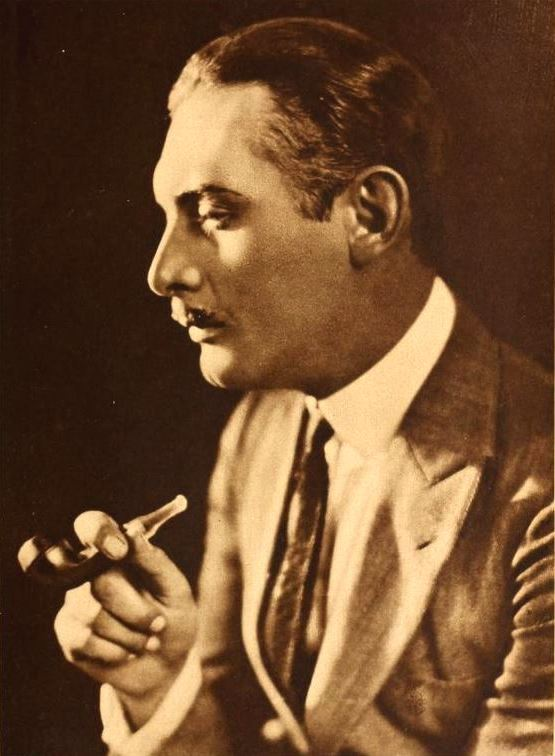
Fotografia de Lew Cody apareguda el 1920 al Motion Picture Magazine

Es va casar tres vegades, primer amb l'actriu Dorothy Dalton dues vegades (el 1910 i el 1913, cap dels dos matrimonis va durar més d'un any) i després amb Mabel Normand el setembre de 1926. Durant una festa, Cody i Mabel van representar pels altres convidats una escena en que ell es declarava; tot seguit, tots els convidats van acompanyar fins al jutjat de Santa Barbara on van convèncer el jutge del comtat de celebrar la cerimònia. Tot i el casament mai van viure junts però tampoc es van divorciar. Van romandre casats fins a la mort de Mabel per tuberculosi el 1930. Va morir d'un atac de cor mentre dormia a casa seva a Beverly Hills (Califòrnia). Està enterrat al panteó familiar en el cementiri de St. Peter a Lewiston (Maine).

## Filmografia
- Harp of Tara (1914)
- The Tip-Off  (1915)
- The Floating Death (1915)
- His Mother's Portrait (1915)
- The Mating (1915)
- The Promoter (1915)
- Comrade John (1915)
- Should a Wife Forgive? (1915)
- The Buried Treasure of Cobre' (1916)
- The Grinning Skull (1916)
- The Cycle of Fate (1916)
- The Oath of Hate (1916)
- A Noble Fraud (1917)
- The Bride's Silence (1917)
- Southern Pride (1917)
- A Game of Wits (1917)
- A Branded Soul (1917)
- Painted Lips (1918)
- Daddy's Girl (1918)
- The Treasure of the Sea (1918)
- The Bride's Awakening (1918)
- The Demon (1918)
- Mickey (1918)
- Playthings (1918)
- For Husbands Only, (1918)
- Beans (1918)
- Borrowed Clothes  (1918)
- Don't Change Your Husband (1919)
- As the Sun Went Down (1919)
- Men, Women, and Money (1919)
- Our Better Selves (1919)
- The Life Line (1919)
- Are You Legally Married? (1919)
- The Broken Butterfly (1919)
- The Pleasant Devil (1919)
- The Butterfly Man (1920)
- Occasionally Yours (1920)
- The Sign on the Door (1921)
- Dangerous Pastime (1921)
- The Valley of Silent Men (1922)
- Secrets of Paris (1922)
- Jacqueline, or Blazing Barriers (1923)
- Souls for Sale (1923)
- Within the Law (1923)
- Rupert of Hentzau (1923)
- Lawful Larceny (1923)
- Reno (1923)
- The Shooting of Dan McGrew (1924)
- Nellie, the Beautiful Cloak Model (1924)
- The Woman on the Jury (1924)
- Defying the Law (1924)
- Revelation (1924)
- Three Women (1924)
- Husbands and Lovers (1924)
- So This Is Marriage? (1924)
- Man and Maid (1925)
- The Sporting Venus (1925)
- A Slave of Fashion (1925)
- Exchange of Wives (1925)
- The Tower of Lies (1925)
- Time, the Comedian (1925)
- His Secretary (1925)
- Montecarlo (1926)
- The Gay Deceiver (1926)
- The Demi-Bride (1927)
- On Ze Boulevard (1927)
- Adam and Evil (1927)
- Tea for Three (1927)
- Wickedness Preferred (1928)
- Beau Broadway (1928)
- The Baby Cyclone (1928)
- Show People (1928)
- A Single Man (1929)
- What a Widow! (1930)
- Divorce Among Friends (1930)
- Dishonored (1931)
- Three Rogues (1931)
- Beyond Victory (1931)
- Meet the Wife (1931)
- Three Girls Lost (1931)
- Stout Hearts and Willing Hands (1931)
- Sweepstakes (1931)
- A Woman of Experience (1931)
- The Common Law (1931)
- Sporting Blood (1931)
- X Marks the Spot (1931)
- Beautiful and Dumb (1932)
- The Tenderfoot (1932)
- 70,000 Witnesses (1932)
- A Parisian Romance (1932)
- The Crusader (1932)
- Madison Sq. Garden (1932)
- The Unwritten Law (1932)
- Under-Cover Man (1932)
- File 113 (1933)
- Wine, Women and Song (1933)
- By Appointment Only (1933)
- I Love That Man (1933)
- Sitting Pretty (1933)
- Private Scandal (1934)
- Shoot the Works (1934)